# سیارک ۱۱۸۷۶
سیارک ۱۱۸۷۶ (به انگلیسی: 11876 Doncarpenter، نامگذاری:1990EM1) یازده هزار و هشتصد و هفتاد و ششمین سیارک کشف شده‌است که در ۲ مارس ۱۹۹۰ کشف شد.
قدر مطلق سیارک برابر ۱۴٫۲۰ است.